# Oficina de Estadística de Bangladés
La Oficina de Estadística de Bangladés (en inglés: Bangladesh Bureau of Statistics, en bengalí: বাংলাদেশ পরিসংখ্যান ব্যুরো, BBS) es el organismo oficial centralizado que recopila estadísticas de población, economía y otros datos en Bangladés. 

## Historia
Aunque ya existían programas estadísticos independientes en el país, a menudo estaban incompletos o producían resultados inexactos, lo que llevó al Gobierno de Bangladés a crear una oficina oficial en agosto de 1974, mediante la fusión de cuatro de las agencias estadísticas anteriores, la Oficina de Estadística, la Oficina de Estadística Agrícola, la Comisión del Censo Agrícola y la Comisión del Censo de Población. 
En julio de 1975, se crea la División de Estadística e Informática, dentro del Ministerio de Planificación de Bangladés, oficina encargada de supervisar el BBS. Entre 2002 y 2012, la división permaneció cerrada, pero luego fue restablecida.
La Oficina de Estadística de Bangladés tiene su sede en Daca. A partir de 2019, tiene 8 oficinas de estadística provinciales, 64 oficinas de estadística de distrito y 489 oficinas locales (Upazila/Thana).